# Solen går nu åter neder
Solen går nu åter neder är en aftonpsalm med sju verser, bearbetad och översatt av Haquin Spegel från tyskan. Originaltexten är skriven av Johann Franck, "Unsre müden augenlider" och har sex verser.
Psalmen inleds 1695 med orden:
Solen går nu åter neder
Och thess lius fördöljer sigh
Melodin är samma som till nr 268 ("Hwad kan doch min siäl förnöija") och nr 259 ("O du bittra sorgekälla").

## Publicerad som
Nr 378 i 1695 års psalmbok under rubriken "AftonPsalmer"